# James Hamilton of Broomhill
James Hamilton of Broomhill (* August 1610; † 14. August 1674) war ein schottischer Geistlicher und presbyterianischer Bischof von Galloway.

## Leben
Er entstammte dem Clan Hamilton und war der zweite Sohn des Sir James Hamilton, 1. Baronet (vor 1595–vor 1647), Gutsherr von Broomhill, aus dessen erster Ehe mit Margaret Hamilton, Tochter des William Hamilton of Udston. Er war ein Bruder des John Hamilton, 1. Lord Belhaven and Stenton.
Er schloss 1628 ein Studium an der Universität Glasgow als Master of Arts ab. Er wurde im Dezember 1635 vom Erzbischof von Glasgow Patrick Lindsay zum Priester geweiht und wurde Pfarrer von Cambusnethan im Presbyterium von Hamilton. Im April 1639 wurde er zeitweise wegen Gehorsamsverweigerung abgesetzt, weil er die Petition der Bischöfe und ihrer Anhänger gegen die Versammlung der Covenanters von 1638 unterzeichnet hatte, jedoch, nachdem er seine Reue bekannt hatte, im August 1639 von der Generalversammlung der Church of Scotland wieder eingesetzt.
Als sein entfernter Verwandter, der Duke of Hamilton, im Juni 1648 vom König und dem schottischen Parlament ein Reiterregiment erhielt, wurde James Hamilton auf dessen Wunsch dessen Feldkaplan. James stellte sich somit im Bürgerkrieg auf die Seite der Royalisten, gleichwohl der Duke in der folgenden Schlacht von Preston unterlag. Nach der Restauration der Monarchie wurde er im August 1661 nach London gerufen und im November 1661 als neuer Bischof des seit 1638 aufgehobenen Bistums Galloway vorgestellt und am 15. Dezember in der Westminster Abbey geweiht. Er kehrte im April nach Schottland zurück. Er hielt regelmäßig Synoden in Wigtown oder Kirkcudbright ab.
1669 übertrug ihm sein älterer Bruder John Hamilton, der 1647 zum Lord Belhaven and Stenton ernannt worden war, das Anwesen in Broomhill.
Am 26. August 1635 hatte er Margaret Thomson (1620–1667), die einzige Tochter von Alexander Thomson, Pfarrer von St. Giles in Edinburgh, geheiratet. Mit ihr hatte er sieben Söhne und sieben Töchter. Als er 1674 starb, übernahm sein Sohn James Hamilton, ein Anwalt, der kurz darauf ebenfalls starb, das Anwesen in Broomhill.